# Coroico
Coroico (in lingua quechua Quruyqu) è un comune (municipio in spagnolo) della Bolivia nella provincia di Nor Yungas (dipartimento di La Paz) con 14 329 abitanti (dato 2010).
Da qui inizia la strada denominata via degli Yungas considerata la più pericolosa del mondo.

## Cantoni
Il comune è suddiviso in 3 cantoni (popolazione al 2001):
- Coroico - 8 876 abitanti
- Mururata - 2 082 abitanti
- Pacollo - 1 279 abitanti